# Gunparade March: The New March
Gunparade March (яп. ガンパレード・マーチ гампарэ:до ма:ти) — 12-серийный аниме-сериал, созданный в 2003 году студией J.C. Staff по мотивам видеоигры Koukidou Gensou Gun Parade March (高機動幻想ガンパレード・マーチ) для PlayStation, выпущенной в 2000 году фирмой Alfa System. Телетрансляция в Японии по каналам сети Mainichi Broadcasting System велась с 6 февраля по 23 апреля 2003 года.

## Сюжет
Сюжет сериала основан на так называемой альтернативной истории. В 1945 году, когда Вторая мировая война подходила к концу, разрозненное человечество было вынуждено объединиться перед лицом общего врага. Неизвестные пришельцы, которых назвали Призрачными Зверями напали на Землю. Общая структура нападений была такой: где либо, в населённой местности, появлялся гигантский пришелец называемый Мозгом, создающий вокруг себя зону химического заражения, внутри которой невозможно выжить без защитных средств. Мозг защищали от атаки остальные пришельцы, собственно их и называли Призрачными Зверями. Газ испускаемый Мозгом, по-видимому, был жизненно необходим для Зверей, поэтому для прекращения атаки его необходимо было уничтожить. На протяжении более чем полувека человечество вело оборонительную войну, поскольку даже применение ядерного оружия приводило лишь к временному перевесу.
В Японии, корпорация Сибамура, предложила использовать для уничтожения мозга новое оружие — вакуумную бомбу PBE. Эта бомба, будучи активирована при помощи пси-способностей человека, втягивала в себя окружающую материю. Для доставки PBE к Мозгу были созданы так называемые HWT (Humanoid Walking Tanks — Человекоподобные Танки) — пилотируемые боевые роботы. Из-за нехватки людей с псионическими способностями, корпорация Сибамура создала их искусственно, при помощи методов генной инженерии, побочным эффектом генетических изменений стало то, что созданные таким путём люди оставались по умственным и физическим показателям на уровне восьмилетних детей.

Применение новых технологий привело к определённому прогрессу в борьбе со Зверями, однако потери среди личного состава были велики. Поэтому правительство Японии приняло решение о уменьшении призывного возраста до 16 лет. Старшие школьники становились курсантами, либо пилотами HWT, либо обслуживающим и командным персоналом, одновременно и обучаясь в школе, и участвуя в боевых действиях. Классы превращались в самостоятельные боевые подразделения. Сериал рассказывает про один из таких классов — подразделение № 5121.

## Персонажи
- Май Сибамура (яп. 芝村 舞 Сибамура Май) — главная героиня, пилот. У нее отличные навыки пилотирования и вместе с Хаями они пилотируют тандемный HWT (AMTT-519MW Shikon). Сэйю: Акэми Окамура.
- Ацуси Хаями (яп. 速水 厚志 Хаями Ацуси) — отличный пилот, но очень застенчивый юноша. Влюблен в Май. Сэйю: Акира Исида.
- Ёхэй Такигава (яп. 滝川 陽平 Такигава Ё:хэй) — беспокойный и эксцентричный юноша. Сэйю: Каппэй Ямагути.
- Маки Танабэ (яп. 田辺 真紀 Танабэ Маки) — одна из механиков. Сэйю: Юки Масуда.
- Мотоко Хара (яп. 原 素子 Хара Мотоко) — главный механик. Сэйю: Эми Синохара.
- Такаюки Сэтогути (яп. 瀬戸口 隆之 Сэтогути Такаюки) — пилот, который не пропускает ни одной юбки. Сэйю: Хидэюки Умэдзу.
- Мацури Като (яп. 加藤 祭 Като: Мацури) — одна из механиков подразделения. Сэйю: Хикари Татибана.
- Мио Мибуя (яп. 壬生屋 未央 Мибуя Мио) — одна из пилотов, очень дисциплинирована. Сэйю: Дзюнко Сакума.
- Кэйго Тосака (яп. 遠坂 圭吾 То:сака Кэйго) — один из механиков подразделения. Сэйю: Акимицу Такасэ.
- Нономи Хигасихара (яп. 東原 ののみ Хигасихара Нономи) — сирота, над которой проводили эксперименты, наделившие ее телекинезом. Её сила способна активировать бомбы. Из-за экспериментов Нономи перестала расти и осталась навсегда заперта в теле ребенка. Сэйю: Сатоми Короги.
- Тадатака Дзэнгё (яп. 善行 忠孝 Дзэнгё: Тадатака) — руководитель подразделения. Спокойный и сдержанный человек. Сэйю: Сёто Касии.
- Сэйка Мори (яп. 森 精華 Мори Сэйка) — одна из механиков подразделения. Сэйю: Тинами Нисимура